# Bobby Tucker

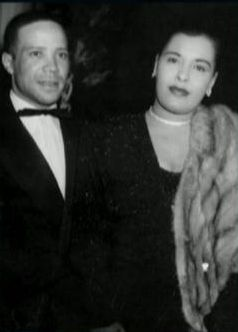
Bobby Tucker mit Billie Holiday (1948)

Robert Nathaniel „Bobby“ Tucker (* 8. Januar 1923 in Morristown (New Jersey); † 12. April 2008 ebenda) war ein amerikanischer Jazz-Pianist.
Tucker begann mit 14 Jahren als Jazzmusiker aufzutreten und studierte an der Juilliard School und am New York Institute of Music and Arts. Zunächst spielte er mit den Barons of Rhythm. Nach seinem dreijährigen Militärdienst war er 1946 zunächst Mitglied der Band von Tony Scott und von Mildred Bailey. Er wurde als Pianist und musikalischer Leiter des Trios von Billie Holiday bekannt, bei der er von 1946 bis 1949 beschäftigt war. So begleitete er sie 1947 bei ihrem Jazz at the Philharmonic Auftritt in der New Yorker Carnegie Hall und nahm mit ihrem Trio (John Levy und Denzil Best) beispielsweise 1948 „I Loves You, Porgy“ auf. 1949 wechselte er zu Billy Eckstine, mit dem er v. a. während der 1950er Jahre zusammenarbeitete und mit dem er bis zu dessen Tod freundschaftlich verbunden war. Unter anderem wirkte er 1960 an dessen Roulette-Album No Cover, No Minimum mit. Während dieser Zeit spielte er auch mit Lucky Thompson, Stuff Smith, Sonny Criss, Babs Gonzales und den Wardell Gray/Dexter Gordon All-Stars. Anschließend arbeitete er mit Johnny Hartman, mit Lena Horne und mit Antônio Carlos Jobim. Mitte der 1990er Jahre tourte er mit Tony Bennett. Er nahm auch mit Kenny Clarke, Paul Quinichette, Les Thompson und 1993 mit Joe Wilder auf. Mit seinem eigenen Trio spielte er 1960 das Album Too Tough ein, sein einziges Album als Bandleader.